# Dietfurt (Inzigkofen)
Pour les articles homonymes, voir Dietfurt.

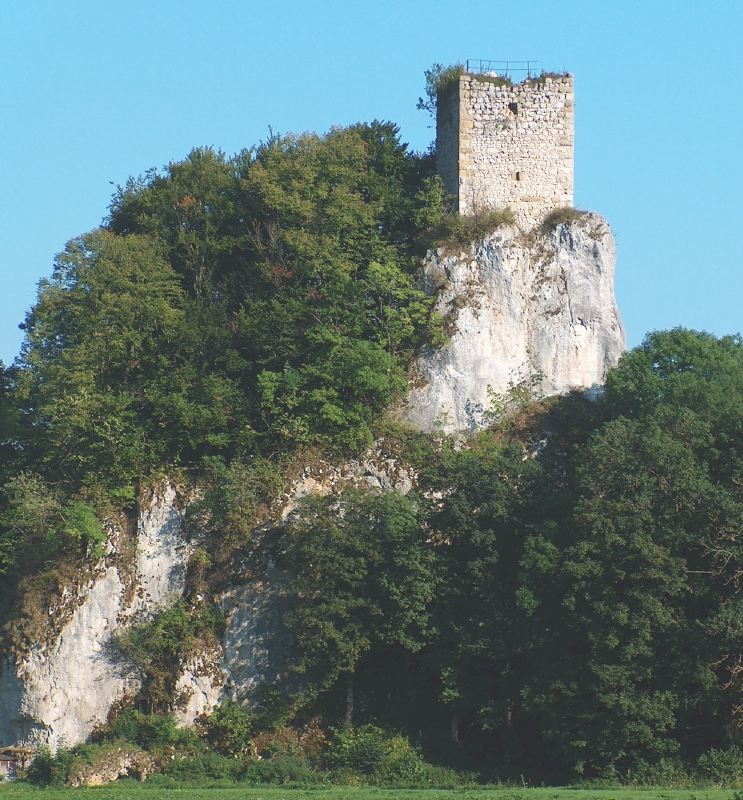
Les ruines du château de Dietfurt à Inzigkofen.

Dietfurt, lieu situé à Vilsingen (de), commune d'Inzigkofen dans la région de Sigmaringen, Bade-Wurtemberg (Allemagne).
C'est là qu'on voit le château de Dietfurt, célèbre ruine médiévale située sur un piton rocheux.